# Acrobotrys discolor
Acrobotrys es un género monotípico de plantas con flores perteneciente a la familia Rubiaceae. Su única especie: Acrobotrys discolor K.Schum. & K.Krause, Bot. Jahrb. Syst. 40: 317 (1908), es originaria de Colombia.

## Taxonomía
Acrobotrys discolor fue descrita por K.Schum. & K.Krause y publicado en Botanische Jahrbücher für Systematik, Pflanzengeschichte und Pflanzengeographie 40: 317, f. (no #), en el año 1908.